# جمعیت‌شناسی افغانستان

گزارش‌ها از رشد نزدیک به ۳ درصدی جمعیت افغانستان خبر می‌دهند و صندوق جمعیت بین‌الملل گفته به میانگین برای هر زن پنج فرزند وجود دارد، و اگر به این صورت ادامه پیدا کند جمعیت افغانستان در سال ۲۰۵۰ به ۲ برابر و حدود ۶۰ میلیون نفر می‌رسد.

جمعیت افغانستان براساس برآورد ۲۰۱۹ بانک جهانی برابر سی میلیون تن می‌باشد. انتظار می‌رود جمعیت افغانستان پس از صدور شناسنامه الکترونیک به‌طور دقیق مشخص گردد ولی اکنون آمارها بر حدس و گمان است. در افغانستان هیچ‌گونه سرشماری رسمی تا کنون صورت نگرفته و بسیاری از این آمارها براوردهایی می‌باشد که همواره مورد اعتراض بسیاری از اقوام و گروه‌ها قرار گرفته است. طبق گزارش‌ها در سال ۲۰۱۶ کم و بیش ۲/۵ میلیون مهاجر افغان ثبت شده در ایران و پاکستان زندگی کرده و پیش‌بینی می‌شود ۳ میلیون مهاجر دیگر بدون سند اقامت در این کشورها زندگی می‌کنند. بیشترین جمعیت افغانستان را پشتون‌ها، تاجک‌ها، هزاره‌ها و ازبک‌ها تشکیل می‌دهند. قانون اساسی افغانستان چهارده قوم پشتون، تاجک‌ها، هزاره، اوزبیک، ترکمن، بلوچ‌ها، پشه‌ای، نورستانی، ایماق، قرغیز، قزلباش، گوجر، سادات، براهوی و مغول به رسمیت می‌شناسد. زبان رسمی مردم افغانستان فارسی دری و پشتو می‌باشد. ۹۹ درصد مردم افغانستان مسلمان هستند که پیش‌بینی می‌شود بین ۷۰ تا ۸۰ درصد آن را اهل سنت و ۲۵ تا ۳۰ درصد آن را شیعیان تشکیل دهند لازم به ذکر هست این امار همواره از سوی نهادها به‌طور فرضی مطرح می‌شود تعداد دقیق شیعیان و اهل سنت در افغانستان مشخص نیست و همواره بر اساس منافع شخصی از سوی افراد مختلف تخمین زده می‌شود. آمارها اهل سنت را ۷۵ درصد و تشیع را ۲۵ درصد ذکر می‌کنند، برخی دیگر اهل سنت را ۶۵ درصد و شیعیان را ۳۵ درصد و برخی دیگر ۵۵ درصد اهل سنت و ۴۵ درصد تشیع را اعلام می‌کنند. اگر دولت افغانستان بتواند شناسنامه الکترونیک را به‌طور موفق همگیر کند امار واقعی تعداد اقوام، ادیان و مذاهب در افغانستان به دست می‌آید. در افغانستان جمعیت اندکی سیک و هندو زندگی می‌کنند اکثر هندوها و سیک‌های افغانستان به کشورهای دیگر از جمله هند و استرالیا مهاجرت کرده‌اند.
در برآورد جدیدی که در سال ۲۰۱۷ آژانس اطلاعات مرکزی آمریکا به صورت پیمایشی انجام داده است و شهروندان دو زبان اول را مورد پرسش قرار داده است، دری به عنوان زبان مادری و زبان رابط مورد استفاده ۸۹ درصد مردم معرفی شده است. همچنین زبان پشتو ۵۰ درصد، زبان ازبکی ۳۵ درصد، زبان ترکمنی ۱۶ درصد، زبان پشه ای ۱ درصد، زبان نورستانی ۱ درصد، زبان عربی ۱ درصد و زبان بلوچی ۱ درصد اعلام شده است. طبیعی است که مجموع درصدهای ذکر شده از ۱۰۰ بیش تر می‌باشد زیرا مناطق زیادی در افغانستان دو زبانه هستند.

## جمعیت افغانستان
به علت موجودیت بیش از سه دهه جنگ و مشکلات ناشی از آن سرشماری رسمی در افغانستان صورت نگرفته است و آخرین سرشماری به سال ۱۳۵۸ برمیگردد، مرکز آمار افغانستان براساس فرمول Pt = P0 ert جمیعت افغانستان را تخمین می‌زند.
- Pt: جمعیت برآورد شده.
- P0: جمعیت سال اساس.
- e: قاعده لگاریتم طبیعی.
- r: میزان رشد سالانه جمعیت.
- t: فاصله زمانی.

طبق راپور ادارهٔ احصائیه و معلومات نفوس افغانستان در سال ۱۴۰۰ خورشیدی دربرگیرندهٔ ۳۶۴ ولسوالی اصلی، ۲۴ ولسوالی موقت و ۳۴ مرکز ولایات قرار ذیل می‌باشد.
نفوس افغانستان در سال ۱۴۰۰ خورشیدی ۳۳٫۶ میلیون نفر برآورد شده است که سال گذشته (۱۳۹۹ خورشیدی) مجموع نفوس کشور ۳۲٫۹ میلیون نفر تخمین شده بود. این مجموع شامل ۱۶٫۸ میلیون مرد و ۱۶٫۱ میلیون زن بود.

### جمعیت ولایات افغانستان

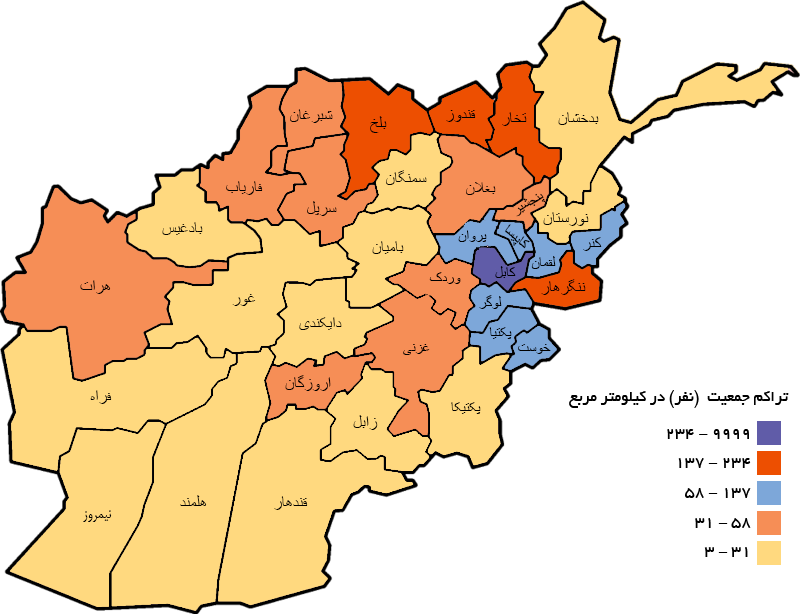
تراکم جمعیت افغانستان در سال ۱۳۹۵.

طبق فرمول فوق جمعیتی که مرکز آمار افغانستان بر اساس ولایت تخمین می‌زند به شکل زیر هست.
| ولایت                      | کل         | کل         | کل         | روستایی    | روستایی    | روستایی    | شهری      | شهری      | شهری      |
| ولایت                      | مرد        | زن         | کل         | مرد        | زن         | کل         | مرد       | زن        | کل        |
| -------------------------- | ---------- | ---------- | ---------- | ---------- | ---------- | ---------- | --------- | --------- | --------- |
| اروزگان                    | ۱۸۷٬۲۶۲    | ۱۷۴٬۹۹۱    | ۳۶۲٬۲۵۳    | ۱۸۱٬۷۹۳    | ۱۶۹٬۶۴۱    | ۳۵۱٬۴۳۴    | ۵٬۴۶۹     | ۵٬۳۵۰     | ۱۰٬۸۱۹    |
| بادغیس                     | ۲۶۳٬۰۰۳    | ۲۴۹٬۵۱۵    | ۵۱۲٬۵۱۸    | ۲۵۵٬۱۳۳    | ۲۴۱٬۸۳۲    | ۴۹۶٬۹۶۵    | ۷٬۸۷۰     | ۷٬۶۸۳     | ۱۵٬۵۵۳    |
| بامیان                     | ۲۳۵٬۱۵۰    | ۲۲۶٬۹۹۴    | ۴۶۲٬۱۴۴    | ۲۲۸٬۴۸۶    | ۲۲۰٬۱۳۴    | ۴۴۸٬۶۲۰    | ۶٬۶۶۴     | ۶٬۸۶۰     | ۱۳٬۵۲۴    |
| بدخشان                     | ۵۰۲٬۶۲۲    | ۴۸۰٬۲۱۳    | ۹۸۲٬۸۳۵    | ۴۸۲٬۷۴۸    | ۴۶۰٬۷۳۱    | ۹۴۳٬۴۷۹    | ۱۹٬۸۷۴    | ۱۹٬۴۸۲    | ۳۹٬۳۵۶    |
| بغلان                      | ۴۸۳٬۸۴۱    | ۴۵۹٬۵۵۳    | ۹۴۳٬۳۹۴    | ۳۸۶٬۶۲۱    | ۳۶۳٬۱۰۴    | ۷۴۹٬۷۲۵    | ۹۷٬۲۲۰    | ۹۶٬۴۴۹    | ۱۹۳٬۶۶۹   |
| بلخ                        | ۷۰۵٬۳۵۱    | ۶۷۶٬۸۰۴    | ۱٬۳۸۲٬۱۵۵  | ۴۴۲٬۱۵۶    | ۴۲۰٬۲۵۱    | ۸۶۲٬۴۰۷    | ۲۶۳٬۱۹۵   | ۲۵۶٬۵۵۳   | ۵۱۹٬۷۴۸   |
| پروان                      | ۳۴۸٬۵۸۲    | ۳۳۸٬۶۶۱    | ۶۸۷٬۲۴۳    | ۳۱۷٬۵۱۵    | ۳۰۷٬۳۸۰    | ۶۲۴٬۸۹۵    | ۳۱٬۰۶۷    | ۳۱٬۲۸۱    | ۶۲٬۳۴۸    |
| پکتیا                      | ۲۹۲٬۷۳۳    | ۲۷۷٬۸۰۱    | ۵۷۰٬۵۳۴    | ۲۷۹٬۶۶۳    | ۲۶۴٬۹۰۴    | ۵۴۴٬۵۶۷    | ۱۳٬۰۷۰    | ۱۲٬۸۹۷    | ۲۵٬۹۶۷    |
| پکتیکا                     | ۲۳۱٬۴۶۰    | ۲۱۷٬۶۵۶    | ۴۴۹٬۱۱۶    | ۲۲۹٬۸۵۷    | ۲۱۶٬۲۸۴    | ۴۴۶٬۱۴۱    | ۱٬۶۰۳     | ۱٬۳۷۲     | ۲٬۹۷۵     |
| پنجشیر                     | ۸۱٬۴۳۳     | ۷۷٬۱۱۵     | ۱۵۸٬۵۴۸    | ۸۱٬۴۳۳     | ۷۷٬۱۱۵     | ۱۵۸٬۵۴۸    | __        | __        | __        |
| تخار                       | ۵۲۰٬۰۲۰    | ۴۹۷٬۵۵۵    | ۱٬۰۱۷٬۵۷۵  | ۴۵۱٬۷۴۴    | ۴۲۹٬۵۰۵    | ۸۸۱٬۲۴۹    | ۶۸٬۲۷۶    | ۶۸٬۰۵۰    | ۱۳۶٬۳۲۶   |
| جوزجان                     | ۲۸۴٬۹۵۶    | ۲۷۴٬۷۳۵    | ۵۵۹٬۶۹۱    | ۲۲۳٬۸۸۰    | ۲۱۳٬۹۵۶    | ۴۳۷٬۸۳۶    | ۶۱٬۰۷۶    | ۶۰٬۷۷۹    | ۱۲۱٬۸۵۵   |
| خوست                       | ۳۰۵٬۲۳۳    | ۲۸۸٬۴۵۸    | ۵۹۳٬۶۹۱    | ۲۹۸٬۹۶۳    | ۲۸۲٬۴۲۱    | ۵۸۱٬۳۸۴    | ۶٬۲۷۰     | ۶٬۰۳۷     | ۱۲٬۳۰۷    |
| دایکندی                    | ۲۴۵٬۴۳۱    | ۲۳۰٬۴۱۷    | ۴۷۵٬۸۴۸    | ۲۴۳٬۴۲۹    | ۲۲۸٬۴۹۷    | ۴۷۱٬۹۲۶    | ۲٬۰۰۲     | ۱٬۹۲۰     | ۳٬۹۲۲     |
| زابل                       | ۱۶۱٬۸۰۸    | ۱۵۲٬۵۱۷    | ۳۱۴٬۳۲۵    | ۱۵۵٬۲۷۱    | ۱۴۶٬۲۰۶    | ۳۰۱٬۴۷۷    | ۶٬۵۳۷     | ۶٬۳۱۱     | ۱۲٬۸۴۸    |
| سرپل                       | ۲۹۷٬۱۵۸    | ۲۸۱٬۴۸۱    | ۵۷۸٬۶۳۹    | ۲۷۳٬۸۱۱    | ۲۵۸٬۹۸۰    | ۵۳۲٬۷۹۱    | ۲۳٬۳۴۷    | ۲۲٬۵۰۱    | ۴۵٬۸۴۸    |
| سمنگان                     | ۲۰۵٬۹۶۲    | ۱۹۵٬۱۷۲    | ۴۰۱٬۱۳۴    | ۱۹۰٬۶۳۴    | ۱۷۹٬۳۹۴    | ۳۷۰٬۰۲۸    | ۱۵٬۳۲۸    | ۱۵٬۷۷۸    | ۳۱٬۱۰۶    |
| غزنی                       | ۶۵۱٬۳۴۲    | ۶۱۸٬۸۵۰    | ۱٬۲۷۰٬۱۹۲  | ۶۱۹٬۴۶۶    | ۵۸۷٬۴۳۲    | ۱٬۲۰۶٬۸۹۸  | ۳۱٬۸۷۶    | ۳۱٬۴۱۸    | ۶۳٬۲۹۴    |
| غور                        | ۳۶۵٬۸۲۶    | ۳۴۷٬۳۳۲    | ۷۱۳٬۱۵۸    | ۳۶۲٬۰۹۲    | ۳۴۳٬۶۲۷    | ۷۰۵٬۷۱۹    | ۳٬۷۳۴     | ۳٬۷۰۵     | ۷٬۴۳۹     |
| فاریاب                     | ۵۲۸٬۲۲۳    | ۵۰۴٬۵۴۲    | ۱٬۰۳۲٬۷۶۵  | ۴۶۳٬۹۴۶    | ۴۴۰٬۶۰۸    | ۹۰۴٬۵۵۴    | ۶۴٬۲۷۷    | ۶۳٬۹۳۴    | ۱۲۸٬۲۱۱   |
| فراه                       | ۲۶۹٬۹۱۶    | ۲۵۴٬۷۴۱    | ۵۲۴٬۶۵۷    | ۲۴۹٬۹۰۴    | ۲۳۵٬۵۳۳    | ۴۸۵٬۴۳۷    | ۲۰٬۰۱۲    | ۱۹٬۲۰۸    | ۳۹٬۲۲۰    |
| قندوز                      | ۶۵۴٬۹۹۸    | ۶۲۴٬۵۲۲    | ۱٬۲۷۹٬۵۲۰  | ۴۲۰٬۴۹۰    | ۳۹۷٬۱۶۶    | ۸۱۷٬۶۵۶    | ۲۳۴٬۵۰۸   | ۲۲۷٬۳۵۶   | ۴۶۱٬۸۶۴   |
| قندهار                     | ۵۳۳٬۹۰۸    | ۵۱۵٬۳۴۱    | ۱٬۰۴۹٬۲۴۹  | ۳۹۶٬۲۱۰    | ۳۸۱٬۴۰۷    | ۷۷۷٬۶۱۷    | ۱۳۷٬۶۹۸   | ۱۳۳٬۹۳۴   | ۲۷۱٬۶۳۲   |
| کابل                       | ۲٬۳۹۱٬۶۰۲  | ۲٬۲۸۸٬۰۴۶  | ۴٬۶۷۹٬۶۴۸  | ۳۵۷٬۱۱۱    | ۳۳۸٬۱۹۴    | ۶۹۵٬۳۰۵    | ۲٬۰۳۴٬۴۹۱ | ۱٬۹۴۹٬۸۵۲ | ۳٬۹۸۴٬۳۴۳ |
| کاپیسا                     | ۲۳۰٬۹۱۸    | ۲۲۴٬۶۵۶    | ۴۵۵٬۵۷۴    | ۲۲۹٬۹۸۱    | ۲۲۳٬۹۷۰    | ۴۵۳٬۹۵۱    | ۹۳۷       | ۶۸۶       | ۱٬۶۲۳     |
| کنر                        | ۲۳۹٬۳۲۰    | ۲۲۶٬۳۸۶    | ۴۶۵٬۷۰۶    | ۲۳۱٬۸۴۸    | ۲۱۹٬۲۵۱    | ۴۵۱٬۰۹۹    | ۷٬۴۷۲     | ۷٬۱۳۵     | ۱۴٬۶۰۷    |
| لغمان                      | ۲۳۶٬۸۹۲    | ۲۲۳٬۴۶۰    | ۴۶۰٬۳۵۲    | ۲۳۴٬۰۸۹    | ۲۲۰٬۸۵۳    | ۴۵۴٬۹۴۲    | ۲٬۸۰۳     | ۲٬۶۰۷     | ۵٬۴۱۰     |
| لوگر                       | ۲۰۶٬۹۱۵    | ۱۹۸٬۱۹۴    | ۴۰۵٬۱۰۹    | ۲۰۱٬۷۱۵    | ۱۹۲٬۹۸۱    | ۳۹۴٬۶۹۶    | ۵٬۲۰۰     | ۵٬۲۱۳     | ۱۰٬۴۱۳    |
| ننگرهار                    | ۸۰۶٬۹۸۸    | ۷۶۶٬۹۸۵    | ۱٬۵۷۳٬۹۷۳  | ۶۸۲٬۵۹۶    | ۶۴۶٬۴۰۵    | ۱٬۳۲۹٬۰۰۱  | ۱۲۴٬۳۹۲   | ۱۲۰٬۵۸۰   | ۲۴۴٬۹۷۲   |
| نورستان                    | ۷۸٬۳۲۰     | ۷۴٬۵۲۵     | ۱۵۲٬۸۴۵    | ۷۸٬۳۲۰     | ۷۴٬۵۲۵     | ۱۵۲٬۸۴۵    | __        | __        | __        |
| نیمروز                     | ۸۷٬۴۶۹     | ۸۳٬۳۲۱     | ۱۷۰٬۷۹۰    | ۷۳٬۴۶۵     | ۶۹٬۴۶۴     | ۱۴۲٬۹۲۹    | ۱۴٬۰۰۴    | ۱۳٬۸۵۷    | ۲۷٬۸۶۱    |
| میدان وردک                 | ۳۱۵٬۷۵۳    | ۳۰۰٬۲۳۹    | ۶۱۵٬۹۹۲    | ۳۱۴٬۱۵۳    | ۲۹۸٬۵۹۳    | ۶۱۲٬۷۴۶    | ۱٬۶۰۰     | ۱٬۶۴۶     | ۳٬۲۴۶     |
| هرات                       | ۹۹۵٬۵۹۹    | ۹۷۱٬۵۸۱    | ۱٬۹۶۷٬۱۸۰  | ۷۰۵٬۸۸۰    | ۶۸۲٬۹۹۵    | ۱٬۳۸۸٬۸۷۵  | ۲۸۹٬۷۱۹   | ۲۸۸٬۵۸۶   | ۵۷۸٬۳۰۵   |
| هلمند                      | ۴۹۲٬۴۶۳    | ۴۶۳٬۵۰۷    | ۹۵۵٬۹۷۰    | ۴۶۲٬۷۰۱    | ۴۳۵٬۶۵۶    | ۸۹۸٬۳۵۷    | ۲۹٬۷۶۲    | ۲۷٬۸۵۱    | ۵۷٬۶۱۳    |
| مجموع جمعیت به شمول کوچی‌ها | ۱۵٬۲۰۷٬۲۰۶ | ۱۴٬۵۱۶٬۷۱۷ | ۲۹٬۷۲۴٬۳۲۳ | ۱۰٬۸۰۷٬۱۰۴ | ۱۰٬۲۶۸٬۹۹۵ | ۲۱٬۰۷۶٬۰۹۹ | ۳٬۶۳۱٬۳۵۳ | ۳٬۵۱۶٬۸۷۱ | ۷٬۱۴۸٬۲۲۴ |

### تفکیک قومیتی
هیچ آمار مشخص از جمعیت و درصد هر قوم در افغانستان وجود ندارد و گاهی اختلاف آمار به بیش از ۳۰ درصد می‌رسد و هر قوم آماری که نفع قومیت خود باشد را به نشر می‌رساند. برخی اقوام افغانستان را به بیش از پنجاه قوم تقسیم کرده است اما در قانون اساسی افغانستان به چهارده قوم کاهش یافته، اقوام افغانستان شامل پشتون، تاجیک، هزاره، اوزبیک، ترکمن، بلوچ، پشه‌ای‌ها، نورستانی، ایماق، عرب، قرغیز، قزلباش، گوجر و براهوی می‌شود.

### تفکیک سنی
افغانستان کشور جوانی هست و طبق گزارش‌ها رشد جمعیت در افغانستان حدود ۳ درصد می‌باشد. صندوق جمعیت سازمان ملل در افغانستان می‌گوید در حال حاضر ۶۳٪ جمعیت افغانستان را جوانان تشکیل داده و ۴۷٫۵٪ جمعیت مردم افغانستان زیر ۱۵ سال سن دارند. این رشد جمعیت پیش‌بینی شده در ۵۰ سال آینده جمعیت افغانستان به حدود ۸۰ میلیون نفر برسد و به همین منظور نگرانی‌هایی در خصوص رشد جمعیت در افغانستان داده شده است.
| رده سنی | کل         | کل         | کل         | روستایی    | روستایی    | روستایی    | شهری      | شهری      | شهری      | کوچی    | کوچی    | کوچی      |
| ------- | ---------- | ---------- | ---------- | ---------- | ---------- | ---------- | --------- | --------- | --------- | ------- | ------- | --------- |
| رده سنی | مرد        | زن         | کل         | مرد        | زن         | کل         | مرد       | زن        | کل        | مرد     | زن      | کل        |
| ۰۰–۰۴   | ۲٬۵۸۴٬۱۰۹  | ۲٬۵۱۹٬۹۶۳  | ۵٬۱۰۴٬۰۷۲  | ۱٬۹۰۸٬۰۰۷  | ۱٬۸۸۴٬۵۳۳  | ۳٬۷۹۲٬۵۴۰  | ۵۲۰٬۹۶۹   | ۴۹۴٬۹۲۸   | ۱٬۰۱۵٬۸۹۷ | ۱۵۵٬۱۳۳ | ۱۴۰٬۵۰۲ | ۲۹۵٬۶۳۵   |
| ۰۵–۰۹   | ۲٬۵۰۶٬۶۷۰  | ۲٬۳۳۸٬۰۳۹  | ۴٬۸۴۴٬۷۰۹  | ۱٬۸۵۴٬۰۵۲  | ۱٬۶۹۹٬۹۶۳  | ۳٬۵۵۴٬۰۱۵  | ۵۰۶٬۰۳۲   | ۴۷۹٬۷۲۵   | ۹۸۵٬۷۵۷   | ۱۴۶٬۵۸۶ | ۱۵۸٬۳۵۱ | ۳۰۴٬۹۳۷   |
| ۱۰–۱۴   | ۲٬۲۱۰٬۹۳۷  | ۱٬۹۶۵٬۱۹۷  | ۴٬۱۷۶٬۱۳۵  | ۱٬۵۷۴٬۶۰۵  | ۱٬۳۵۶٬۶۱۷  | ۲٬۹۳۱٬۲۲۱  | ۵۵۱٬۶۶۹   | ۴۸۷٬۹۴۷   | ۱٬۰۳۹٬۶۱۶ | ۸۴٬۶۶۳  | ۱۲۰٬۶۳۳ | ۲۰۵٬۲۹۷   |
| ۱۵–۱۹   | ۱٬۶۸۹٬۳۸۵  | ۱٬۶۵۵٬۹۶۷  | ۳٬۳۴۵٬۳۵۲  | ۱٬۱۵۸٬۷۷۴  | ۱٬۰۹۷٬۵۰۶  | ۲٬۲۵۶٬۲۸۱  | ۴۶۹٬۹۷۲   | ۴۸۲٬۵۷۴   | ۹۵۲٬۵۴۶   | ۶۰٬۶۳۹  | ۷۵٬۸۸۷  | ۱۳۶٬۵۲۶   |
| ۲۰–۲۴   | ۱٬۳۰۴٬۹۷۸  | ۱٬۳۰۸٬۲۱۹  | ۲٬۶۱۳٬۱۹۸  | ۸۷۴٬۶۸۲    | ۸۹۶٬۶۸۴    | ۱٬۷۷۱٬۳۶۶  | ۳۷۷٬۳۵۲   | ۳۶۱٬۰۴۶   | ۷۳۸٬۳۹۸   | ۵۲٬۹۴۴  | ۵۰٬۴۹۰  | ۱۰۳٬۴۳۴   |
| ۲۵–۲۹   | ۱٬۰۰۵٬۱۸۴  | ۱٬۰۳۱٬۴۱۸  | ۲٬۰۳۶٬۶۰۲  | ۷۱۲٬۷۹۱    | ۷۳۸٬۰۷۹    | ۱٬۴۵۰٬۸۷۰  | ۲۴۰٬۱۸۱   | ۲۵۱٬۶۰۵   | ۴۹۱٬۷۸۷   | ۵۲٬۲۱۱  | ۴۱٬۷۳۴  | ۹۳٬۹۴۵    |
| ۳۰–۳۴   | ۷۲۱٬۹۷۷    | ۷۰۲٬۹۵۲    | ۱٬۴۲۴٬۹۲۹  | ۵۱۸٬۰۱۹    | ۴۹۹٬۰۵۳    | ۱٬۰۱۷٬۰۷۲  | ۱۶۴٬۵۵۷   | ۱۶۷٬۵۱۶   | ۳۳۲٬۰۷۳   | ۳۹٬۴۰۲  | ۳۶٬۳۸۳  | ۷۵٬۷۸۴    |
| ۳۵–۳۹   | ۶۰۷٬۷۲۵    | ۶۸۱٬۷۶۸    | ۱٬۲۸۹٬۴۹۴  | ۴۱۴٬۹۶۸    | ۴۷۴٬۰۲۲    | ۸۸۸٬۹۹۰    | ۱۵۱٬۶۹۰   | ۱۷۶٬۳۶۰   | ۳۲۸٬۰۵۰   | ۴۱٬۰۶۸  | ۳۱٬۳۸۶  | ۷۲٬۴۵۴    |
| ۴۰–۴۴   | ۵۴۵٬۹۷۹    | ۵۶۷٬۴۲۵    | ۱٬۱۱۳٬۴۰۴  | ۳۸۸٬۰۸۴    | ۳۹۶٬۵۷۱    | ۷۸۴٬۶۵۵    | ۱۳۲٬۴۲۵   | ۱۴۲٬۲۹۱   | ۲۷۴٬۷۱۶   | ۲۵٬۴۷۰  | ۲۸٬۵۶۳  | ۵۴٬۰۳۳    |
| ۴۵–۴۹   | ۴۶۷٬۱۲۱    | ۵۰۲٬۳۹۸    | ۹۶۹٬۵۱۹    | ۳۲۰٬۲۴۰    | ۳۶۴٬۵۰۴    | ۶۸۴٬۷۴۵    | ۱۲۵٬۹۸۸   | ۱۱۸٬۱۹۰   | ۲۴۴٬۱۷۸   | ۲۰٬۸۹۴  | ۱۹٬۷۰۳  | ۴۰٬۵۹۷    |
| ۵۰–۵۴   | ۴۵۱٬۹۲۸    | ۴۷۷٬۳۵۰    | ۹۲۹٬۲۷۸    | ۳۳۱٬۸۰۷    | ۳۲۷٬۰۵۹    | ۶۵۸٬۸۶۶    | ۹۹٬۳۴۱    | ۱۳۲٬۰۹۹   | ۲۳۱٬۴۴۰   | ۲۰٬۷۸۰  | ۱۸٬۱۹۱  | ۳۸٬۹۷۲    |
| ۵۵–۵۹   | ۲۸۸٬۰۶۲    | ۲۶۰٬۰۱۴    | ۵۴۸٬۰۷۶    | ۱۹۸٬۴۵۷    | ۱۷۸٬۲۹۰    | ۳۷۶٬۷۴۷    | ۷۶٬۰۵۰    | ۶۸٬۶۲۱    | ۱۴۴٬۶۷۱   | ۱۳٬۵۵۵  | ۱۳٬۱۰۳  | ۲۶٬۶۵۸    |
| ۶۰–۶۴   | ۳۰۹٬۹۶۷    | ۲۵۵٬۵۸۴    | ۵۶۵٬۵۵۱    | ۲۲۱٬۸۶۲    | ۱۷۶٬۴۷۸    | ۳۹۸٬۳۴۰    | ۸۱٬۱۴۳    | ۶۳٬۴۹۹    | ۱۴۴٬۶۴۲   | ۶٬۹۶۲   | ۱۵٬۶۰۷  | ۲۲٬۵۷۰    |
| ۶۵+     | ۴۷۵٬۲۸۴    | ۲۸۸٬۷۱۹    | ۷۶۴٬۰۰۳    | ۳۳۰٬۷۵۵    | ۱۷۹٬۶۳۶    | ۵۱۰٬۳۹۱    | ۱۳۳٬۹۸۵   | ۹۰٬۴۶۹    | ۲۲۴٬۴۵۴   | ۱۰٬۵۴۴  | ۱۸٬۶۱۴  | ۲۹٬۱۵۸    |
| مجموع   | ۱۵٬۱۶۹٬۳۰۷ | ۱۴٬۵۵۵٬۰۱۶ | ۲۹٬۷۲۴٬۳۲۳ | ۱۰٬۸۰۷٬۱۰۴ | ۱۰٬۲۶۸٬۹۹۵ | ۲۱٬۰۷۶٬۰۹۹ | ۳٬۶۳۱٬۳۵۳ | ۳٬۵۱۶٬۸۷۱ | ۷٬۱۴۸٬۲۲۴ | ۷۳۰٬۸۵۱ | ۷۶۹٬۱۴۹ | ۱٬۵۰۰٬۰۰۰ |

## رشد جمعیت افغانستان
افغانستان کشوریست که تقریباً همیشه در جنگ بوده و رشد نفوس در آن کم می‌باشد. ارقام ذیل از ماه جنوری الی جنوری گرفته شده است.
| سال    | جمیعت      | رشد نفوس |
| ------ | ---------- | -------- |
| ۱۹۵۱   | ۷٬۷۹۵٬۷۷۲  | N/A %    |
| ۱۹۵۲   | ۷٬۸۸۷٬۱۱۲  | ۱٫۱۷٪    |
| ۱۹۵۳   | ۷٬۹۸۶٬۵۵۵  | ۱٫۲۶٪    |
| ۱۹۵۴   | ۸٬۰۹۴٬۱۷۵  | ۱٫۳۵٪    |
| ۱۹۵۵   | ۸٬۲۱۰٬۰۳۱  | ۱٫۴۳٪    |
| ۱۹۵۶   | ۸٬۳۳۴٬۱۶۷  | ۱٫۵۱٪    |
| ۱۹۵۷   | ۸٬۴۶۶٬۶۱۱  | ۱٫۵۹٪    |
| ۱۹۵۸   | ۸٬۶۰۷٬۳۸۱  | ۱٫۶۶٪    |
| ۱۹۵۹   | ۸٬۷۵۶٬۴۸۸  | ۱٫۷۳٪    |
| ۱۹۶۰   | ۸٬۹۱۳٬۹۶۰  | ۱٫۸۰٪    |
| ۱۹۶۱   | ۹٬۰۷۹٬۸۶۹  | ۱٫۸۶٪    |
| ۱۹۶۲   | ۹٬۲۵۴٬۳۵۹  | ۱٫۹۲٪    |
| ۱۹۶۳   | ۹٬۴۳۷٬۶۶۴  | ۱٫۹۸٪    |
| ۱۹۶۴   | ۹٬۶۳۰٬۱۰۰  | ۲٫۰۴٪    |
| ۱۹۶۵   | ۹٬۸۳۲٬۰۰۲  | ۲٫۱۰٪    |
| ۱۹۶۶   | ۱۰٬۰۴۲٬۱۰۰ | ۲٫۱۴٪    |
| ۱۹۶۷   | ۱۰٬۲۵۸٬۷۲۱ | ۲٫۱۶٪    |
| ۱۹۶۸   | ۱۰٬۴۸۴٬۱۹۵ | ۲٫۲۰٪    |
| ۱۹۶۹   | ۱۰٬۷۲۴٬۶۵۰ | ۲٫۲۹٪    |
| ۱۹۷۰   | ۱۰٬۹۸۵٬۳۰۴ | ۲٫۴۳٪    |
| ۱۹۷۱   | ۱۱٬۲۶۶٬۹۵۹ | ۲٫۵۶٪    |
| ۱۹۷۲   | ۱۱٬۵۶۴٬۸۵۹ | ۲٫۶۴٪    |
| ۱۹۷۳   | ۱۱٬۸۶۹٬۷۰۵ | ۲٫۶۴٪    |
| ۱۹۷۴   | ۱۲٬۱۶۹٬۰۳۴ | ۲٫۵۲٪    |
| ۱۹۷۵   | ۱۲٬۴۴۹٬۲۵۴ | ۲٫۳۰٪    |
| ۱۹۷۶   | ۱۲٬۷۰۷٬۱۵۸ | ۲٫۰۷٪    |
| ۱۹۷۷   | ۱۲٬۹۴۳٬۹۳۰ | ۱٫۸۶٪    |
| ۱۹۷۸   | ۱۳٬۱۳۹٬۵۲۳ | ۱٫۵۱٪    |
| ۱۹۷۹   | ۱۳٬۲۵۲٬۹۱۳ | ۰٫۸۶٪    |
| ۱۹۸۰ - | ۱۳٬۲۴۷٬۳۴۶ | ۰٫۰۴٪    |
| ۱۹۸۱   | ۱۳٬۱۰۴٬۱۶۸ | -۱٫۰۸٪   |
| ۱۹۸۲   | ۱۲٬۸۳۱٬۹۶۲ | -۲٫۰۸٪   |
| ۱۹۸۳   | ۱۲٬۴۷۳٬۰۴۸ | -۲٫۸۰٪   |
| ۱۹۸۴   | ۱۲٬۰۹۵٬۸۰۳ | -۳٫۰۲٪   |
| ۱۹۸۵   | ۱۱٬۷۷۱٬۵۰۴ | -۲٫۶۸٪   |
| ۱۹۸۶   | ۱۱٬۵۳۴٬۷۲۴ | -۲٫۰۱٪   |
| ۱۹۸۷   | ۱۱٬۳۸۸٬۴۴۱ | -۱٫۲۷٪   |
| ۱۹۸۸   | ۱۱٬۳۵۶٬۸۵۰ | -۰٫۲۸٪   |
| ۱۹۸۹   | ۱۱٬۴۹۲٬۰۶۰ | ۱٫۱۹٪    |
| ۱۹۹۰   | ۱۱٬۸۳۷٬۹۶۱ | ۳٫۰۱٪    |
| ۱۹۹۱   | ۱۲٬۴۲۸٬۴۷۲ | ۴٫۹۹٪    |
| ۱۹۹۲   | ۱۳٬۲۶۷٬۵۰۲ | ۶٫۷۵٪    |
| ۱۹۹۳   | ۱۴٬۲۸۵٬۰۰۱ | ۷٫۶۷٪    |
| ۱۹۹۴   | ۱۵٬۳۴۷٬۱۶۹ | ۷٫۴۴٪    |
| ۱۹۹۵   | ۱۶٬۳۲۱٬۲۴۵ | ۶٫۳۵٪    |
| ۱۹۹۶   | ۱۷٬۱۲۷٬۱۶۱ | ۴٫۹۴٪    |
| ۱۹۹۷   | ۱۷٬۷۵۷٬۹۶۵ | ۳٫۶۸٪    |
| ۱۹۹۸   | ۱۸٬۲۷۲٬۸۰۵ | ۲٫۹۰٪    |
| ۱۹۹۹   | ۱۸٬۷۷۴٬۹۵۰ | ۲٫۷۵٪    |
| ۲۰۰۰   | ۱۹٬۳۷۰٬۱۸۰ | ۳٫۱۷٪    |
| ۲۰۰۱   | ۲۰٬۱۱۶٬۵۵۰ | ۳٫۸۵٪    |
| ۲۰۰۲   | ۲۱٬۰۰۹٬۱۲۰ | ۴٫۴۴٪    |
| ۲۰۰۳   | ۲۱٬۹۹۷٬۲۲۴ | ۴٫۷۰٪    |
| ۲۰۰۴   | ۲۳٬۰۰۳٬۶۰۹ | ۴٫۵۸٪    |
| ۲۰۰۵   | ۲۳٬۹۴۹٬۸۹۹ | ۴٫۱۱٪    |
| ۲۰۰۶   | ۲۴٬۷۹۱٬۷۸۲ | ۳٫۵۲٪    |
| ۲۰۰۷   | ۲۵٬۵۳۰٬۵۸۰ | ۲٫۹۸٪    |
| ۲۰۰۸   | ۲۶٬۲۰۳٬۱۴۳ | ۲٫۶۳٪    |
| ۲۰۰۹   | ۲۶٬۸۶۸٬۰۱۶ | ۲٫۵۴٪    |
| ۲۰۱۰   | ۲۷٬۵۸۴٬۷۴۹ | ۲٫۶۷٪    |
| ۲۰۱۱   | ۲۸٬۳۸۵٬۶۸۷ | ۲٫۹۰٪    |
| ۲۰۱۲   | ۲۹٬۲۶۷٬۹۸۵ | ۳٫۱۱٪    |
| ۲۰۱۳   | ۳۰٬۲۰۴٬۶۵۲ | ۳٫۲۰٪    |
| ۲۰۱۴   | ۳۱٬۱۵۵٬۰۰۳ | ۳٫۱۵٪    |
| ۲۰۱۵   | ۳۲٬۰۷۷٬۰۳۴ | ۲٫۹۶٪    |
| ۲۰۱۶   | ۳۳٬۰۴۵٬۴۴۰ | ۳٫۰۲٪    |
| ۲۰۱۷   | ۳۴٬۰۴۳٬۰۸۲ | ۳٫۰۲٪    |
| ۲۰۱۸   | ۳۵٬۰۷۰٬۸۴۳ | ۳٫۰۲٪    |
| ۲۰۱۹   | ۳۶٬۱۲۹٬۶۳۲ | ۳٫۰۲٪    |
| ۲۰۲۰   | ۳۷٬۲۲۰٬۳۸۶ | ۳٫۰۲٪    |

توقع برده می‌شود که رشد جمعیت الی ۲۱۰۰ چنین خواهد بود
| سال  | جمیعت      | رشد نفوس |
| ---- | ---------- | -------- |
| ۲۰۲۰ | ۳۸٬۰۵۴٬۹۴۵ | N/A %    |
| ۲۰۲۵ | ۴۲٬۳۸۸٬۳۹۵ | ۱۱٫۳۹٪   |
| ۲۰۳۰ | ۴۶٬۶۹۹٬۵۴۰ | ۱۰٫۱۷٪   |
| ۲۰۳۵ | ۵۰٬۹۰۷٬۵۴۸ | ۹٫۰۱٪    |
| ۲۰۴۰ | ۵۴٬۹۱۴٬۱۳۲ | ۷٫۸۷٪    |
| ۲۰۴۵ | ۵۸٬۶۱۴٬۳۱۰ | ۶٫۷۴٪    |
| ۲۰۵۰ | ۶۱٬۹۲۸٬۱۲۴ | ۵٫۶۵٪    |
| ۲۰۵۵ | ۶۴٬۸۳۳٬۸۷۴ | ۴٫۶۹٪    |
| ۲۰۶۰ | ۶۷٬۳۰۷٬۳۰۵ | ۳٫۸۲٪    |
| ۲۰۶۵ | ۶۹٬۳۱۲٬۲۴۵ | ۲٫۹۸٪    |
| ۲۰۷۰ | ۷۰٬۸۲۸٬۵۶۲ | ۲٫۱۹٪    |
| ۲۰۷۵ | ۷۱٬۸۳۵٬۱۸۷ | ۱٫۴۲٪    |
| ۲۰۸۰ | ۷۲٬۳۲۴٬۴۴۳ | ۰٫۶۸٪    |
| ۲۰۸۵ | ۷۲٬۳۵۶٬۲۷۰ | ۰٫۰۴٪    |
| ۲۰۹۰ | ۷۱٬۹۹۳٬۳۱۸ | -۰٫۵۰٪   |
| ۲۰۹۵ | ۷۱٬۳۱۶٬۱۱۶ | -۰٫۹۴٪   |
| ۲۱۰۰ | ۷۰٬۴۰۹٬۶۱۹ | -۱٫۲۷٪   |

### تفکیک جنسیتی

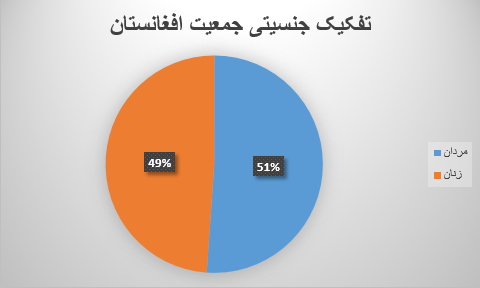
تفکیک جنسیتی جمعیت افغانستان براساس برآوردهای مرکز آمار افغانستان در سال ۱۳۹۶

مرکز آمار افغانستان پیش‌بینی کرده از جمعیت ۲۹٫۷ میلیون نفری جمعیت داخل افغانستان ۱۵٫۲ میلیون نفر آن را مردان و ۱۴٫۲ میلیون نفر دیگر را زنان تشکیل می‌دهند. البته لازم به تذکر هست که جمعیت مسکون افغانستان در سال ۱۳۹۶ حدود ۲۸٫۲ میلیون نفر برآورد شده است که ۱۳٫۸ میلیون نفر آن (۴۸٫۹٪) را زنان و ۱۴٫۴ میلیون نفر (۵۱٫۱٪) دیگر آن را مردان تشکیل می‌دهند.

## شاخص‌های جمعیتی
افغانستان پس از سقوط طالبان و با حمایت جامعه جهانی شاهد دگرگونی‌های مثبتی در خصوص شاخص‌های جمعیتی و اجتماعی بوده است.

### شاخص‌های اقتصادی
بنابر آمار و اطلاعات دولت، سرانه تولید ناخالص ملی در سال ۲۰۰۲ به ۱۹۰ دلار می‌رسید که در سال ۲۰۱۵ به ۶۲۰ دلار افزایش یافته است. میزان تولید ناخالص داخلی در سال ۲۰۰۶ میلادی ۷٫۰۶ میلیارد دلار اعلام شده بود که در سال ۲۰۱۵ میلادی به ۲۰٫۳۴ میلیارد دلار افزایش یافته است. میزان عواید داخلی از ۴۲۵ میلیون دلار در سال ۲۰۰۲ به میزان ۱٫۹ میلیارد دلار در سال ۲۰۱۵ رسیده و میزان صادرات نیز در سال ۲۰۱۵ ۵۷۰ میلیون دلار اعلام شده است. سرانه داخلی از ۲۵۰ دلار در سال ۲۰۰۵ به ۶۱۰ دلار در سال ۲۰۱۵ افزایش داشته است.

### امید به زندگی
سال‌ها جنگ در افغانستان تأثیر منفی برای امید به زندگی در افغانستان در پی داشته است، بنابر اطلاعات بانک جهانی میزان امید به زندگی در سال ۲۰۰۰ از ۵۵٫۱۲۶ بوده که در سال ۲۰۱۵ به میزان ۶۰٫۷۱ رسیده است.

### وضعیت بهداشت و درمان
اداره توسعه بین‌المللی ایالات متحده آمریکا گزارش داده است که در افغانستان بیش از ۲۰ هزار کارمند صحی و بیش از ۳ هزار قابله (ماما) در طی این سال‌ها آموزش دیده‌اند که بیانگر آن هست به‌طور میانگین برای هر ۱۰ هزار نفر ۲٫۷ پزشک وجود دارد. در ۵۰ ولسوالی‌های افغانستان هیچ مرکز درمانی وجود ندارد که بیانگر آن هست بیش از شش میلیون نفر در افغانستان به خدمات پزشکی دسترسی ندارند. بانک جهانی در گزارشی در سال ۲۰۱۷ بیان کرده است که افغانستان در اکثر شاخص‌های درمانی در مقایسه با دیگر کشورها توسعه و انکشاف یکسانی داشته، از سال ۲۰۰۲ تا سال ۲۰۱۷ میزان کارمندان آموزش دیده در بخش درمان از ۱۴٫۳ درصد به ۵۸ درصد افزایش و میزان مراکز پزشکی نیز ۵ برابر شده است.

### میزان بیکاری
طبق گزارش بانک جهانی میزان بیکاری در سال ۲۰۱۵ به رکود ۴۰ درصد رسیده بود که در نوع خود رکورد دار محسوب می‌شد. کمترین نرخ بیکاری در افغانستان به سال ۲۰۱۳ برمیگردد که میزان ۸ درصد گزارش شده بود.

## پناهندگان افغان
سال‌ها جنگ در افغانستان باعث شد بسیاری از مردم افغانستان به کشورهای دیگر پناهنده شوند، طبق آمار کمیساریای عالی سازمان ملل برای پناهندگان بیش از ۲٫۶ میلیون پناهجوی افغان ثبت شده در بیش از ۷۰ کشور در سراسر دنیا زندگی می‌کنند که حدود ۹۵ درصد از آنان در کشورهای ایران و پاکستان هستند. این سازمان اعلان کرده است که از سال ۲۰۰۲ بدینسو ۵٫۸ میلیون مهاجر دیگر به افغانستان بازگشته‌اند.
| کشور    | جمعیت مهاجرین افغان |
| ------- | --- |
| ایران   | در سال ۱۳۹۶ کشور ایران اعلام کرد که طی سرشماری جمعیت مهاجرین افغان دارای مدرک اقامت حدود یک میلیون و ۵۸۴ هزار نفر می‌باشند. پیش‌بینی می‌شود که بیش از ۱ میلیون مهاجر افغان نیز به صورت غیرقانونی در ایران زندگی می‌کنند. |
| پاکستان | تخمین زده می‌شود که در سال ۱۳۹۶ حدود ۲ میلیون مهاجر افغان در پاکستان زندگی می‌کردند که ۱ میلیون و دویست هزار نفر قانونی و مابقی غیرقانونی باشند.                                                                       |
| آلمان   | در آوریل ۲۰۱۷، حکومت آلمان تخمین زد کرد که حدود ۲۵۵ هزار مهاجر افغان در آلمان زندگی می‌کنند. |

## شناسنامه الکترونیکی
مجلس نمایندگان افغانستان در سال ۱۳۹۲ قانون ثبت احوال نفوس را به تصویب رسانید و بر اساس آن تصویب شد که نام، نام خانوادگی، نام پدر، دین، محل سکونت فعلی، سکونت اصلی، تاریخ و محل تولد به دو زبان فارسی و پشتو و در پس زمینه آن به زبان انگلیسی نوشته شوند. در بحث‌های متعددی که در جریان بود عده‌ای خواهان درج نام اقوام و عده دیگر خواستار درج نام «افغان» به عنوان ملیت آن فرد بودند، اما در آخر در مجلس به تصویب رسید که این دو گزینه‌ها حذف و تنها جمهوری اسلامی افغانستان بر روی شناسنامه‌ها نوشته شود و اطلاعات قومی فقط در اطلاعات وزارت داخله ثبت شود اما در سال ۲۰۲۰ مجلس افغانستان تصویب کرد تا قوم در شناسنامه ثبت شود، همچنین پس از اعتراضات فارسی زبانان مجلس افغانستان زبان فارسی را به عنوان زبان رسمی ثبت کرد. اشرف غنی در سال ۱۳۹۳ این مصوبه پارلمان افغانستان را توشیح کرد. پس از توشیح این قانون در بسیاری از مناطق افغانستان تظاهرات‌هایی صورت گرفت و عده‌ای خواستار درج کلمه «افغان» به عنوان ملیت افراد شدند. این تظاهرات باعث شد که دولت افغانستان دست به تعدیل ماده ششم از قانون ثبت احوال نفوس بزند و در طرح تعدیلی اطلاعات قومیت و واژه افغان به عنوان ملیت بر روی شناسنامه‌ها بیفزاید. طرح تعدیلی قانون ثبت احوال نفوس در سال ماه حوت ۱۳۹۵ توسط اشرف غنی توشیح شد. اقوام غیر پشتون اعتراض خود را نسبت به درج واژه «افغان» به عنوان ملیت بیان داشتند، هواداران عبدالرشید دوستم که از اکثراً از قوم اوزبیک می‌باشد دست به اعتراض به درج واژه افغان زده و این نام را به عنوان هویت پشتون‌ها نه بقیه اقوام افغانستان دانستند. عطا محمد نور والی بلخ نیز با درج واژه افغان مخالفت کرد و هشدار داد که چنین شناسنامه‌ای را قبول نخواهد کرد.

### دلایل عدم برگزاری سرشماری
دولت‌های افغانستان همواره مشکلات امنیتی و جنگ‌های طولانی و نبود بودجه کافی را عامل عملی نشدن این پروسه عنوان کرده‌اند، اما عده دیگری دلایل قومیتی را مطرح کرده و ادعا دارند که دولت‌مردان پشتون خود را اکثریت در افغانستان می‌دانند، نگران‌اند که در صورت انجام سرشماری ادعای حداکثری بودنشان باطل شود، و به همین دلیل سرشماری در افغانستان را به سود خود ندیده و همواره از انجام سرشماری به بهانه‌های مختلف سرباز زده‌اند.

## مرگ و میر کودکان و مادران
افغانستان در بین سه کشوری هست که بالاترین آمار مرگ و میر کودکان را دارند. فلج کودکان، اسهال، سیاه سرفه، هپاتیت «ب»، آنفلوانزا، ذات الریه، کزاز و سرخک از جمله بیماری‌هایی هستند که کودکان را به کام مرگ می‌فرستند. بنابر گزارش‌ها و اطلاعات در افغانستان از هر ۱۸ کودک، یک کودک زیر سن پنج سالگی جان خود را از دست می‌دهد. بر اساس آمار وزارت بهداشت میزان مرگ و میر مادران از سال ۱۹۹۰ تا ۲۰۱۵ حدود ۵۰ درصد کاهش یافته و در حالی که در اوایل برپایی حکومت جمهوری اسلامی افغانستان این آمار حدود ۱۲۰۰ تن در هر صد هزار مادر، اخیراً با بهبود وضعیت درمان و کمک‌های جامعه جهانی به ۲۳۰ مورد کاهش یافته و پیش‌بینی می‌شود که تا سال ۲۰۳۰ این آمار به کمتر از ۷۰ مورد کاهش یابد. گزارش‌هایی نیز مطرح شده است که در ولایات دوردست افغانستان آمار مرگ و میر مادران هنوز هم بالا هست و فقط در ولایت غور هر ساله ۱۸۰۰ مادر جان می‌دهند.

## آموزش و پرورش

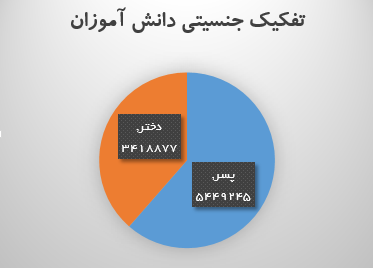
طبق گزارش‌های سال ۱۳۹۵ مرکز آمار افغانستان ۳۹ درصد دانش آموزان افغانستان را دختران و ۶۱ درصد دیگر را پسران تشکیل می‌دهند.

بر اساس گزارش سال ۱۳۹۵ وزارت معارف افغانستان مجموع مکاتب در افغانستان به ۱۶٬۰۴۹ باب بوده که مجموع شاگردان مدارس به ۸٬۸۶۸٬۱۲۲ نفر که ۳٬۴۱۸٬۸۸۷ نفر از دانش‌آموزان از بانوان هستند. مجموع معلمین در سال ۱۳۹۵ نیز ۱۹۷٬۱۶۰ نفر گزارش شده است که ۶۴٬۲۷۱ نفر آنان از زنان می‌باشند. در سراسر افغانستان ۱۸٬۷۲۹ کورس سوادآموزی وجود دارد که مجموع شاگردان آن‌ها به ۴۱۷٬۸۰۸ تن می‌رسد. تعداد دانشگاه‌های افغانستان در کشور به ۱۵۷ عدد، تعداد دانشکده‌ها به ۶۲۲ باب و آموزشکده‌های علوم درمانی به ۹ باب رسیده است. در مجموع ۳۴۲٬۰۴۳ دانشجو در مقطع تحصیلات عالی در حال تحصیل هستند که ۷۷٬۹۰۹ تن آنان را بانوان تشکیل می‌دهند.

### مشکلات آموزش
پیش از سال ۲۰۰۱ در دوره طالبان، دختران حق تحصیل نداشتند و کمتر از یک میلیون پسر به مدرسه می‌رفتند اما پس از سقوط طالبان و با حمایت جامعه جهانی دسترسی ۹ میلیون کودک به مدارس را ممکن شد، اما با این حال برای ۳٬۵ میلیون کودک در افغانستان امکان دسترسی به مدارس مهیا نیست و همچنین وجود نا امنی و حملات طالبان به مدارس باعث شده که بسیاری از مدارس در افغانستان مسدود شوند. در سال ۲۰۱۶ حدود ۱۰۰۰ مدرسه در افغانستان مسدود شده بود و باعث شد که دسترسی کودکان به آموزش و پرورش کاهش یابد.